# Kiss Áron (tanár)
Hegymegi Kiss Áron, teljes nevén hegymegi Kiss Áron Lajos (Porcsalma, 1845. június 21. – Budapest, 1908. október 15.) filozófiadoktor, tanítóképző-intézeti igazgató, néprajzi gyűjtő, pedagógiai szakíró.

## Élete
Kiss Áron református lelkész, később a Tiszántúli református egyházkerület püspöke és munkácsi Joó Juliánna fia. Tanulmányait a szatmári református algimnáziumban és a sárospataki gimnáziumban és akadémián végezte, ugyanott lelkészképesítő vizsgálatot tett és egy évig (1866.) a református tanítóképzőben tanárkodott. 1867-ben segédlelkészi vizsgát tett. Azután három évet a báró Uray családnál töltött mint nevelő, Eperjesen, Pozsonyban és Pesten tartózkodva. 1870-ben a nagykőrösi református tanítóképző igazgatója lett, mire nőül vette Török Pál dunamelléki református püspök leányát, Erzsébetet. 1870-ben letette az ügyvédi vizsgálatot és 1872-ben Kolozsvárt a pedagógiából doktori oklevelet szerzett. 1873-ban Németország és Svájc tanítóképző intézeteit látogatta meg. 1875-ben a budapesti elemi és polgáriskolai tanítóképzőben a pedagógia és a magyar nyelv tanára lett, 1881-től pedig csak a pedagógiát tanította. 1894-ben a vallás- és közoktatásügyi miniszter Kiss Áront tanszékén való meghagyással tanítóképzőintézeti igazgatóvá nevezte ki. 1870-től fogva állandóan részt vett a népnevelésügyi mozgalmakban; tagja volt az egyetemes és képviseleti tanítógyűléseknek, tagja az országos közoktatási tanácsnak és tanszermúzeumi bizottságnak; elnöke az országos református tanítóegyesületnek; titkára az első pedagógiai társaságnak. A tanítók országos árvaháza alapítóinak egyike és az árvaházi egyesületnek nyolc évig titkára, a züllőfélben levő gyermekek számára nevelőintézeteket emelő nagypénteki református társaság elnöke.

## Írásai
Cikkei a Néptanitók Lapjában (1872. Egy korszerű vállalat s a hazai nevelési irodalom, 1872. Maróthy, a számtanító, 1872. A képezdei tanárok kiképeztetése, Bátky Károly, Campe, Slazmann és fordítóik, némi vonatkozással az emberbaráti iskola magyarországi történetére, 1876. A magyar methodika történetéből: Szőnyi Nagy István, Egy neveléstudományi társaság iránt való jámbor szándék, Adatok a népiskolai tanügy történetéhez. A neveléstudományi társaság ügyében, Nevelési irodalmunk megindulása a XVIII. század kezdetén, Perlaky Dávid paedagogiai író levele gr. Ráday Gedeonhoz 1793-ból, 1877. Egy mult századi népiskolai tankönyv és készítői. A Ratio educationis emlékünnepe, A népiskolai tankönyvek és az ifjusági iratok irodalomtörténete érdekében, A régi magyar ábéc-ék Dévaitól Szőnyiig, Lesnyánszky András, Farczádi Józsa János és könyvism., 1878. A történettanítás a népiskolában, Szőnyi Pál, a III. egyetemes tanítógyűlés. A lakóhely-ismertetés irodalma. Az újabban átvizsgált helyesírás és könyvism., 1879. Három paedagogiai író a század első feléből, datok a népiskolai olvasó könyvekről 1777-1850-ig. Egy kis adalék a magyar methodika történetéhez, 1880. A népiskolai tanító-egyletek s általában a tanítóegyleti élet, A régi népiskolai taneszközök. A játékok paedagogiai szempontból, 1881. Magunkról, Az országos tanítói testületről, az I. kerületi tanítóképezde ünnepe, Tunis, Molnár Aladár, Az iskolai padokról, Mikolai Hegedüs János, 1882. Magyar nyelv-tanítás a más ajkú magyar iskolákban, Az európai államok népoktatásügyi statistikája, Az országos könyvkiállítás, Fröbel Frigyes, Mit tanítsunk az első osztályban? Az iskolai értesítők, 1883. Eötvös eszméi a nevelés felől. A muraközi népiskolák, A középiskolai törvényjavaslat, A II. orsz. képv. tanítógyűlés és annak előkészítő bizottsága, A nagykőrösi tanszerkiállítás, A haza minden előtt, Az iskolai év küszöbén, Két régi ábécé, adalék az olvasás-tanítás történetéhez, Egy tanács az árvaház ügyében. A felső nép- és polgári iskolai közlöny ügyében, 1884. A budapesti rabsegélyző-egylet oktatási bizottsága és a Magyar könyvtár, Hegedűs László, Az ismétlő iskolázás, Rousseau és magyar ismertetői, A magyarországi tanítók árvaháza. Az irkák, Iskolai élet, A gyermekek olvasmányai, 1885. Az ifjúsági olvasókönyvek illustratiói, De Foe és Robinson, Budapesti tanító-testüleet, Fogalmazás a népiskolában, Dr. Stoy, Az új magyar nyelv-tanítási rendelet, A budapesti I. ker. tanítóképző-intézet új iskolai évének megnyitása, 1885, 1886. Ő felsége a király a budapesti I. ker. tanítóképzőben, Az országos tanítói árvaházi egyesület közgyűlése, ugyanannak II. közgyűlése, Elnöki megnyitó beszéd a felső nép- és polgári iskolai egyesület III. közgyűlésén, A földrajz és a földrajz-tanítás 1700-tól a Kis-tükörig 1771, Az iskolai utazások, A kőépítő-játék, A népiskolai és ifjúsági játékok gyűjtése. 1887. Az iskolai ünnepek, Az ismétlések, A népiskolai könyvekről, 1887., 1888. Jelentés és újabb felhívás a magyar gyermekjátékok ügyében, Gönczy Pál élete, Dr. Bihari Péter, 1889. Mennyei József, Zirzen Janka nevelőnői működésének 50-ik évfordulója, Az elmult évről, 1890. A nemzet gyásza, Az új ponyvairodalom, Az egyetemes tanítógyűlés megnyitásakor, Még valami a gyermekujságról, 1891. Ballagi Mór, Gróf Széchenyi István gondolatai a nevelésügy felől, A Comenius-ünnep, 1892. A magyar Comenius-irodalom, Gáspár János, Huszonöt év a magyar népoktatásügy történetéből és minden évfolyamban könyvismertetés); a Magyar Tanügyben (I. 1872. Egy korszerű vállalat és a hazai nevelési irodalom, III. 1874. A magyar paedagogiai sajtó 1868-ig); az Egyházi Reformban (IV. 1874. A debreczeni protestáns egyetem, A természetes fejlődés); Figyelő (I. 1876. Abaujmegye műveltségtörténelméből, Bod Péter három levele, Szerencsi Nagy István és Kovásznai Sándor három levele báró s gróf Rádai Gedeonhoz, II. 1877. Szerencsi Nagy István és Kovásznai Sándor levelezéséről); a Prot. új képes Naptárban (1877. A nőnevelés); a Figyelőben (V. 1878. Ángyán János egyházi és paedagogiai író önéletrajza, VI. 1879. könyvism.); a Magyar Könyv-Szemlében (1879. Megjegyzések és Adalékok Szabó Károly Régi Magyar Könyvtárához, 1882. Bod Péter levelei Rádai Gedeonhoz könyvgyűjtési ügyekben); a Havi Szemlében (1879. Révay Miklós tankönyvei); a Magyar Paedagogiai Szemlében (1881. Bethleni Hári Péter nevelési elvei, 1882. A magyar neveléstörténeti irodalom és a néptanító); a Család és iskolában (1881. Eöri Fülöp Gábor és a prot. nemzeti iskolai tankönyvek); a Magyar Philosophiai Szemlében (1882. Péterfi Károly élete és munkái); a Paedag. Plutarchban (I. 1886. Gönczy Pál); az Ethnographiában (1891. Régi lakodalmi szokások Tokaj-Hegyaljáról, Tornyos-páczai babonák, Procsalmai babonák, 1892.); A Vasárnapi Ujságban (1895. Bártfa, A zborói vár, 1896. Gróf Degenfeld József, a tiszántúli ref. egyházkerület főgondnoka).
Sok cikket írt a Verédy Paedagogiai Lexikonába, a Pallas Nagy Lexikonába pedig a pedagógiai történelmére vonatkozó cikkeket írt. Vezette a Kovács Albert által szerkesztett Reform c. folyóirat iskolai rovatát (1875-76-ban).

## Emlékezete
Porcsalmán iskola viseli nevét. Az iskola előtt mellszobra áll. Az ő nevét viseli a Kiss Áron-díj, amelyet a játék szolgálatában jelentőset alkotó, kiemelkedő életművet létrehozó személyek kaphatnak.
Budapesten a Svábhegyen utcát neveztek el róla, melynek 2. sz. házán emléktábla látható. 

## Művei
- A nevelés és oktatás-történet kézikönyve. Különös tekintettel a magyar nevelés és oktatás történetére. Bpest, 1872 (Ism. Budapesti Közlöny 100. sz., Hon 110. sz., 2. kiadás 1875, 3. k. 1878, 4. k. 1880, 5. k. 1887, 6. kettős k. 1892. Uo.)
- Adalékok Magyarország nevelés- és oktatásügyi történetéhez. Uo. 1874
- Dittes Frigyes. Lélektani kézikönyv. Ford. Uo. 1874
- A népiskola módszertana. Dr. Dittes F. után Gyertyánffy Istvánnal, Uo. 1876 (2. teljesen átdolg. kiadás 1879, 3. k. 1889, 4. k. 1896. Uo.)
- Nevelés és oktatásban. Uo. 1876 (Öreg Jánossal együtt. 2. kiadás 1879, 3. k. 1887, 4. k. 1895. Uo.)
- Hajnalpír. Első vallásos oktatás. Uo. 1876
- Napfelkölte. 39 ó-testamentomi történet jó gyermekek számára. Uo. 1876 (németből)
- A protestáns népiskolai vallástanítás módszertana Tanítóképezdék és népisk. tanítók számára. Uo. 1879 (Ism. Prot. Eyh. és Isk. lap)
- Hazai történelem és alkotmánytan a népiskolák számára. Uo. 1880 (Kis tükör. Népiskolai kézi könyvek tára I. 2. kiadás 1883, 3. k. 1884, 4. k. 1886, 5. k. 1888. 6. k. külön: Hazai történelem 1890. és Rövid alkotmánytan 1890. Uo.)
- Olvasókönyv. A tanító- s tanítóképző intézetek első osztálya számára. Uo. 1880 (Komáromy Lajos és Péterffy Sándor társaságában. 2. jav. k. Uo. 1891)
- Olvasókönyv. A tanító- s tanítóképző intézetek középosztályai számára. Uo. 1881 (Tanító- és Tanítónőképző Intézeti Kézikönyvek Tára. Komáromy Lajos és Péterffy Sándorral együtt)
- A magyar népiskolai tanítás története. Uo. 1881-83, két füzet (Tanítók Könyvtára 3., 4. Ism. Budapesti Szemle XXVII.)
- A magyarok története kapcsolatban a világtörténet nevezetesebb eseményeivel az elemi népiskola v. osztálya számára. Uo. 1882 (Új átdolgozásban. Az V. és VI. osztály számára. Két kötet. Uo. 1893. Mindkét kötet több lenyomatban. Németül Mayer Miksától. Uo. 1883. Szlovákul az V. osztály számára Lessko Istvántól. Szerbül Acza Popovicstól. Uo. 1883. Románul az V. oszt.: Artemie Fenesean ford. Uo. 1885)
- Vezérkönyv a népiskolai történettanításhoz. Uo. 1882 (Mayer Miksával, 2. kiadás, Uo. 1886. Ruténül: Csopey László ford. 1884. Online Románul: 1885. Uo. sárosi szlovák nyelvre S. L. és L. F. Uo. 1883. Szlovákra Lessko István. Ugyanott, 1883. Szerbre Acza Popovics. Uo. 1883. Németül Mayer Miksától. Ugyanott, 1883
- Olvasókönyv az elemi népiskolák II-IV. osztály számára. Uo. 1884-85, 1887, öt kötet (Gyertyánffy I. és Radó Vilmossal; II. 11 képnélküli és hét képes kiadás. 1898. III. képnélküli 7. k. 1895. és 6. képes k. 1895, IV. képnélküli 5. k. 1892, képes k. 1893, 7. k. 1893, 8. k. 1895. és V-VI. 2. k. 1894 3. k. 1897. Uo. Ism. Prot. Egyh. és Isk. Lap, 1889)
- Falusi iskolások könyve. Az egy tanítóval bíró osztatlan népiskolák számára. Uo. 1885 (Emericzy Géza és Gyertyánffy István társaságában, 2. kiadás, 1886, 4. k., 1896. Uo.)
- Rövid nevelés és oktatástan. Uo. 1886 (2. kiadás. Uo. 1893)
- A szegény ember szerencséje vagy az arany válú. Uo. (1886. Historiák 34., névtelenül)
- Magyar olvasókönyv a polgári iskolák számára. Uo. 1887-88. 1890, három kötet (Gyertyánffy Istvánnal. I. 2. kiadás. Uo. 1897)
- Földrajz a népiskolák III., VI. oszt. számára. Uo. 1887 (Lakics és Neiger társaságában és azóta többször)
- A pocsolya paraszt vagy az igazi falusi biró. Uo. 1888 (Mesemondó 17., névtelenül)
- Gyügyei uram a csikász. Uo. 1888 (Mesemondó 21., névtelenül)
- Gönczy Pál életrajza. Uo. 1888
- Ábc és olvasókönyv az elemi népiskolák I. osztálya számára. Uo. 1889 (Gyertyánffy és Radó Vilmos társaságában. Több kiadás. Szlovákra fordította Ertl Heribert. Ugyanott, 1891)
- A magyarországi tanítók árvaházi egyesületének első Évkönyve. Uo. 1890
- Bornemissza Péter élete. Uo. 1891 (Különny. a Prot. Szemléből)
- Magyar gyermekjáték gyűjtemény. Uo. 1891 (Ism. Prot. Egyh. és Iskolai Lap, M. Nyelvőr, Nemz. Nőnevelés, Debr. Prot. Lap 26. sz., Budapesti Hirlap 286. sz.), hasonmásban: 1984
- Magyar gyermekjáték-könyv. Kis gyermekek számára. Uo. 1891
- Apró emberek könyve. Uo. 1891 (Pósa Lajossal, közönséges és díszkiadás)
- Kisdedóvó intézetek könyvtára. Daloskönyv. Verseskönyv. Mesekönyv. Uo. 1893 (Péterfy Sándor, Pósa Lajos és Tihanyi Ágost társaságában. A Daloskönyvből 2. kiadás. Uo. 1898)
- Játék tanító vezérkönyv népiskolai tanítók számára. Uo. 1894 (Kún Alajossal együtt)
- A polgári iskolai tanitó- és tanitónőképzés. A vallás- és közoktatásügyi minister megbizásából az ezredéves ünnepély alkalmára. Ugyanott, 1896 (Sebestyénné Stetina Ilonával) Online
- Új élet. Ugyanott, 1898 (Mesemondó), sajtó alatt
- Verses-könyv. Kisdedóvó-intézetek, menedékházak és családok számára; szerk. Kiss Áron et al.; 2. bőv. kiad.; Singer és Wolfner, Bp., 1898 (Kisdedóvó-képzőintézetek kézikönyvei)
- Rövid nevelés- és oktatástan elemi népiskolai tanítóképző intézetek számára; Dobrawsky-Franke, Bp., 1900
- Mesés-könyv. Kisdedóvó-intézetek, menedékházak és családok számára; szerk. Kiss Áron et al.; Singer és Wolfner, Bp., 1899 (Kisdedóvó-képzőintézetek kézikönyvei)
- Kiss Áron–Öreg János: A lelki élet ismertetése tekintettel a nevelés feladataira. A tanitó- és tanitónő-képző intézetek II. osztálya számára; Franklin-Társulat, Bp., 1904
- Losontzi István életrajza; Lampel, Bp., 1905 (Népnevelők könyvtára)
- Verses-könyv, dalos könyv; szerk. Kiss Áron et. al.; 3. bőv. kiad.; Singer-Wolfner, Bp., 1909
- Magyar gyermekjáték-gyűjtemény; szerk. Szentiványi Tibor, Kriston Vízi József; Holnap, Bp., 2000

Szerkesztette a Paedagogiai Társaság Évkönyveit 1878 és 1879-ben, a Tanítók Könyvtárát 1880-1881-ben (Péterffyvel), a Kis Tükör czímű népiskolai kézikönyvek tárát, a Felső nép- és polgár-iskolai Közlönyt 1884-92-ben (1889-ben Kerékgyártó Elekkel, 1890-92-ig Kovács Jánossal); segédszerkesztője volt a Néptanítók Lapjának 1876-tól 1895-ig Budapesten.
Felügyelete alatt jelentek meg a dunamelléki református egyházkerület által készített Vallástani Kézikönyvek.